# Vermittlungsausschuss

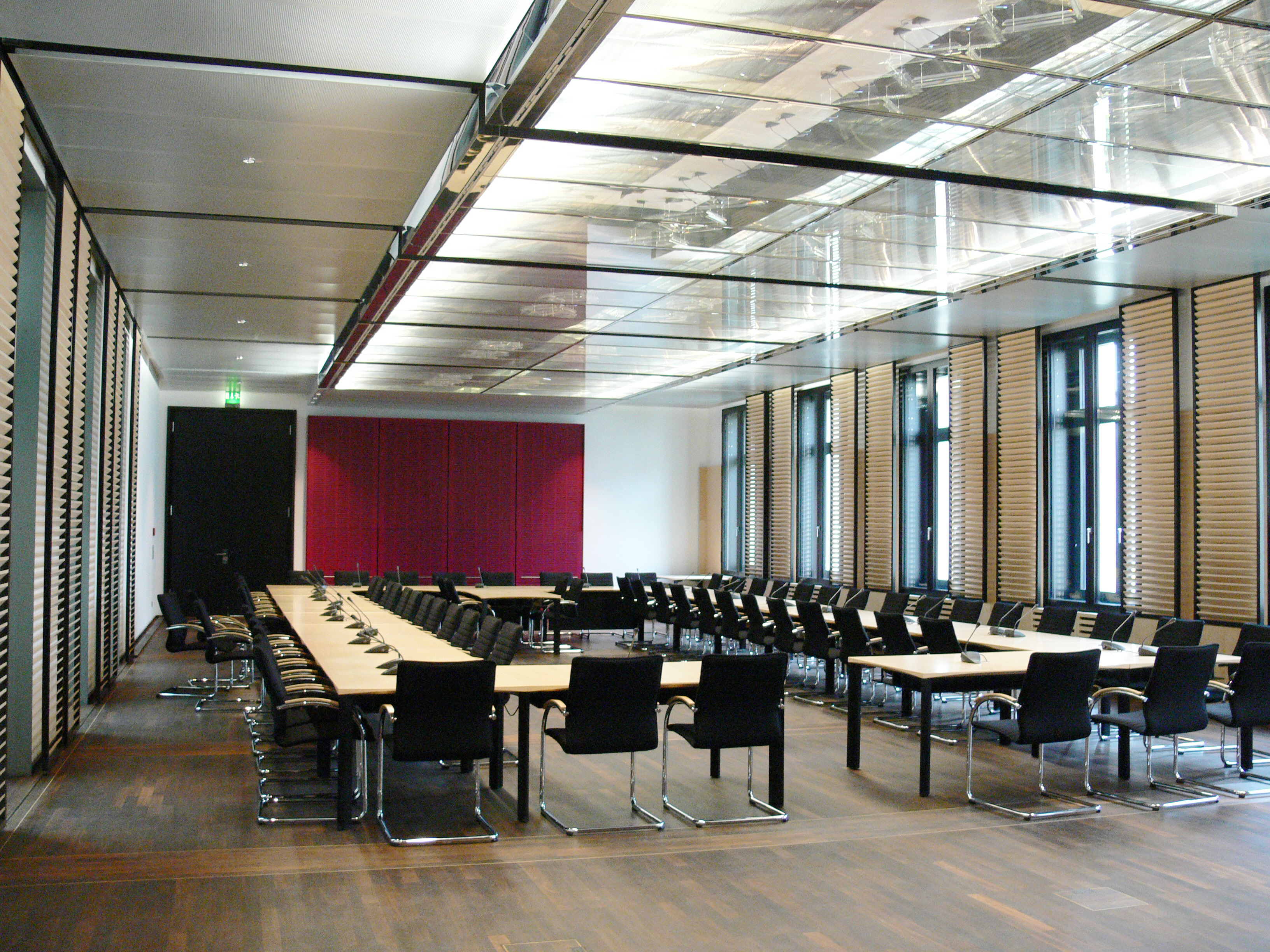
Ausschusssitzungssaal im Bundesratsgebäude in Berlin, in dem u. a. der Vermittlungsausschuss tagt

Der Vermittlungsausschuss (Ausschuss nach Art. 77 Abs. 2 Grundgesetz) ist ein für die Dauer einer Wahlperiode des Bundestages eingesetzter ständiger Ausschuss des Deutschen Bundestages und des Bundesrates. Er zählt nicht zu den fünf Verfassungsorganen, ist aber ein nach dem Grundgesetz mit eigenen Rechten und Pflichten ausgestattetes „Hilfsorgan“, das zwischen Bundestag und Bundesrat einzuordnen ist. Die Details der Organisation und Verfahrensweise regelt die „Gemeinsame Geschäftsordnung des Bundestages und des Bundesrates für den Ausschuss nach Artikel 77 GG“. Der Ausschuss besteht aus jeweils 16 Mitgliedern des Bundestages und des Bundesrates. Die vom Bundestag entsandten Mitglieder werden vom Parlament nach Fraktionsproporz (Stärke der Fraktionen für die Dauer einer Legislaturperiode) gewählt. Die vom Bundesrat entsandten 16 Mitglieder repräsentieren jeweils ein Land und werden von der jeweiligen Landesregierung bestimmt. Die Mitglieder des Vermittlungsausschusses sind gemäß Art. 77 Abs. 2 GG nicht an Weisungen gebunden, was für die Bundesratsmitglieder eine Ausnahme darstellt. Die Abstimmung erfolgt nicht nach Bundesrat und Bundestag getrennt, sondern im Plenum. Begrenzungen der Beratungsdauer gibt es nicht.
Der deutsche Vermittlungsausschuss ist, auch mit Blick auf ähnliche Vermittlungsinstanzen wie zum Beispiel in der Schweiz (Einigungskonferenz), einzigartig in der Welt. Auch wenn Conference Committees im bikameralen US-Kongress ähnliche Funktion übernehmen, sind sie nicht wie der Vermittlungsausschuss ein ständiger – durch die Verfassung mit Kompetenzen ausgestatteter – Ausschuss.

## Geschichte
Im Gegensatz zu den Conference Committees (USA) und der Einigungskonferenz (Schweiz) kann Deutschland erst seit der Gründung der Bundesrepublik 1949 die Harmonisierungsmethode Vermittlungsausschuss im Gesetzgebungsprozess vorweisen. Zuvor existierten bereits in den Kleinstaaten Deutschlands verwandte und vielfältige Formen. Diese bestanden zwar vereinzelt seit dem 15. Jahrhundert bis zur deutschen Reichseinigung 1871. Einen engeren Bezug zum heutigen Vermittlungsausschuss besitzen sie jedoch nicht.

### Harmonisierungsverfahren im Kaiserreich (1871–1918)
Im Deutschen Kaiserreich (1871–1918) waren der Bundesrat und der Reichstag gem. Art. 5 Abs. 1 Reichsverfassung (RV) in der Gesetzgebung aufeinander angewiesen. Dennoch gab es in der Reichsverfassung keine Regelung, die aufgrund dessen eine Harmonisierungsmethode vorsah. Als einen Ausweg ist Art. 9 RV zu betrachten, der den Bundesratsmitgliedern das Recht einräumte, vor dem Parlament zu sprechen. Damit sollte außerhalb der Verfassung eine Kompromissfindung zwischen beiden Kammern angestrebt werden. Dennoch kann der Bundesrat nicht als Vermittler zwischen den Verfassungsorganen Kaiser, Reichstag und Bundesrat bezeichnet werden. Vielmehr nahm der Reichskanzler aufgrund seiner Personalunion als preußischer Ministerpräsident, Bundesratsvorsitzender und Reichskanzler diese Vermittlerfunktion wahr. Er als Bundesratsvorsitzender (bzw. von ihm berufene Mitarbeiter als Bundesratsbevollmächtigte) konnte(n) gem. Art. 16 RV an Ausschusssitzungen und an Debatten im Plenum des Reichstages teilnehmen.
Somit beeinflussten sie einerseits den Gesetzgebungsprozess entscheidend mit und erleichterten als dessen Konsequenz andererseits die Zustimmung des Bundesrates zu einem vom Reichstag verabschiedeten Gesetz. Dieses mittelbare Vermittlungsverfahren änderte sich mit der Zurückdrängung des Bundesrates als zentrales Organ innerhalb des monarchischen Verfassungssystems an den politischen Rand. Ursache hierfür war die sich langsam etablierende Reichsregierung aufgrund einer allmählichen Vergrößerung der Aufgabenwahrnehmung des Staates. Aus diesem Grund wurde der Kontakt zwischen den im Reichstag vertretenen Parteien und der Reichsregierung insbesondere im Gesetzgebungsprozess wichtiger.

### Einigungsausschuss in der Weimarer Republik (1919–1933)
Ebenso wie die Reichsverfassung von 1871 sah auch die Weimarer Reichsverfassung (WRV) von 1919 im Gesetzgebungsverfahren kein Organ oder eine vergleichbare Institution vor, die einen Kompromiss zwischen dem Reichstag und Reichsrat hätte herbeiführen können. Daher entwickelte sich in der Praxis ein Einigungsausschuss. Er setzte sich aus einzelnen Mitgliedern des Reichsrates, als deren Bevollmächtigte, und aus den Parteiführern der im Reichstag vertretenen Parteien zusammen. Das Ziel des Einigungsausschusses war die Verständigung auf einen konsensfähigen Kompromiss. Die Einberufung des Einigungsausschusses geschah in Einzelfällen und kann daher nicht als ständiger Ersatz für die Harmonisierung zwischen Reichstag und Reichsrat bezeichnet werden. Zudem fand diese Verständigung zumeist in den Ausschüssen des Reichstages bzw. außerhalb der Parlamentsarbeit statt, zu denen die Bevollmächtigten des Reichsrates ebenso Zutritt hatten wie zum Plenum des Reichstages.
Da die WRV keine Bevollmächtigten des Reichstages vorsah, behalf man sich mit der Regelung, dass die Bevollmächtigten der Länder auch zu Bevollmächtigten des Reichstages ernannt wurden. Eine Regelung zur Kompromissfindung war also in der Verfassungstheorie der WRV nicht vorgesehen. Der beschriebene Versuch der Konsensfindung hatte sich jedoch im Laufe der Zeit in der Verfassungspraxis als praktikabel erwiesen. Als Grund für das Fehlen eines Konfliktregelungsinstituts in der WRV galt in der damaligen Zeit die Befürchtung, dass die Landesregierungen bei einem zu starken Reichsrat zu einer Art Nebenregierung wachsen könnten. Sie hätten, so die Besorgnis, unter Umständen die Reichspolitik entscheidend blockieren können.
Ein weiterer Grund ist das auf mehrere Organe aufgeteilte Gesetzgebungsverfahren. Die Verfassung der Weimarer Republik übertrug die Zuständigkeit für ein Zustandekommen eines Gesetzes auf vier Organe: Reichstag, Reichsrat, Reichspräsident und Wahlbevölkerung. Diese Organe besaßen im Gesetzgebungsverfahren eine unterschiedliche Gewichtung. Der Reichsrat war im Gegensatz zum Bundesrat von 1871 nicht mehr gleichberechtigt an der Gesetzgebung beteiligt. Auch deshalb wurde es als nicht notwendig erachtet, Harmonisierungsverfahren zwischen Reichstag und Reichsrat in die Weimarer Reichsverfassung aufzunehmen.

### Verankerung des Vermittlungsausschusses im Grundgesetz
Bereits der Herrenchiemseer-Verfassungskonvent der westdeutschen Ministerpräsidenten befasste sich neben der Ausgestaltung der zweiten gesetzgebenden Kammer auch mit möglichen Harmonisierungsverfahren zwischen den beiden Kammern. Der Verfassungsentwurf enthielt drei Varianten einer zweiten Kammer. Die echte Bundesratsvariante, in der Gesetze nur mit Zustimmung beider Kammern zu Stande kommen sollten, enthielt in Art. 104 Abs. 2 des Entwurfs ein mögliches Vermittlungsverfahren. Bei Differenzen zwischen beiden Kammern über ein Bundesgesetz sollte der Bundespräsident eine Versammlung aus Vertretern beider Häuser einberufen können. Die Versammlung sollte dann über das umstrittene Gesetz beraten.
Im Parlamentarischen Rat gab es Kritik an dieser Variante. Insbesondere hinsichtlich der Einberufung der Versammlung durch den Bundespräsidenten.
Zum Beispiel sah Carlo Schmid (SPD) keine Notwendigkeit, den Bundespräsidenten in dieser Form in den Gesetzgebungsprozess einzubinden, weil ein Dissens beider Kammern keine Seltenheit sei. Die Freie Demokratische Partei (FDP) forderte neben dem Einstimmigkeitsprinzip von beiden Kammern für einen Gesetzesbeschluss auch die Einberufung von Ausschüssen, um eine Einigung zwischen beiden Kammern zu ermöglichen. Die echte Bundesratsvariante konnte sich letztlich nicht gegen die abgeschwächte Bundesratslösung, in der nur in bestimmten Fällen die Zustimmung der zweiten Kammer notwendig sein sollte, durchsetzen. Diese Variante des Entwurfs enthielt ursprünglich kein Harmonisierungsverfahren. Anfang Februar 1949 schlug der interfraktionelle Fünferausschuss des Parlamentarischen Rates aber eine Änderung des entsprechenden Artikels des Herrenchiemseer-Verfassungsentwurfes vor. Ohne nähere Begründung wurde der Vermittlungsausschuss eingefügt.
Die vom Fünferausschuss verabschiedete Fassung wurde wenig später in der 49. Sitzung des Hauptausschusses des Parlamentarischen Rates angenommen. Danach fügte der Allgemeine Redaktionsausschuss der beschlossenen Fassung noch Bestimmungen hinzu, die zusammen mit der Fassung in der vierten Lesung des Hauptausschusses Anfang Mai 1949 angenommen wurden. Sie erhielten damit erstmals in der deutschen Geschichte Verfassungsrang. Der Parlamentarische Rat etablierte mit dem Vermittlungsausschuss eine Institution als Korrelat zum starken Bundesrat.
Der Vermittlungsausschuss fungiert besonders im Falle von unterschiedlichen Mehrheiten zwischen Bundestag und Bundesrat als schlichtende Instanz im Gesetzgebungsprozess. Er stellt somit ein ausgleichendes Gremium zwischen dem parlamentarischen und dem föderalen Charakter der Bundesrepublik Deutschland dar.

## Aufgaben
Die Aufgabe des Vermittlungsausschusses besteht darin, bei Uneinigkeiten im Gesetzgebungsverfahren zwischen Bundestag und Bundesrat zu vermitteln. Laut Bundesverfassungsgericht soll er sich darum bemühen, ein konkretes Gesetzgebungsverfahren zu einem positiven Ergebnis zu bringen, indem ein Einspruch des Bundesrates vermieden oder eine notwendige Bundesratszustimmung zu einem Gesetzesbeschluss erreicht wird. Dazu soll in dem Gremium eine Einigung zwischen Bundestag und Bundesrat, insbesondere in Form eines Kompromisses, gefunden werden.
Diese Vermittlungsarbeit wird vor allem nötig, wenn ein vom Bundestag beschlossenes Gesetz der Zustimmung des Bundesrates bedarf (Zustimmungsgesetz) und diesem Gesetz mehrheitlich nicht zugestimmt wird. Diese Situation tritt insbesondere dann auf, wenn in Bundestag und Bundesrat unterschiedliche politische Mehrheitsverhältnisse herrschen. Ferner muss der Bundesrat die Anrufung des Vermittlungsausschusses verlangen, wenn er erwägt, gegen ein beschlossenes Gesetz, das nicht seiner Zustimmung bedarf, Einspruch einzulegen. Handelt es sich dagegen um ein Zustimmungsgesetz, können auch der Bundestag und die Bundesregierung die Einberufung verlangen.

## Vermittlungsergebnis
Der Vermittlungsausschuss kann eine Empfehlung an Bundestag und Bundesrat abgeben, wie der Konflikt beizulegen ist. Eine solche Empfehlung kann mit einfacher Mehrheit beschlossen werden, dabei hat jedes Ausschussmitglied eine Stimme. Allerdings muss diese Empfehlung danach noch sowohl vom Bundestag als auch vom Bundesrat angenommen werden. Im Regelfall wird also bei mehrheitlichen Empfehlungen des Vermittlungsausschusses (sog. unechtes Vermittlungsergebnis) diese Empfehlung in einer der beiden Kammern scheitern. Echte Vermittlungsergebnisse werden hingegen erzielt, wenn der Vermittlungsausschuss nahezu einstimmig der Empfehlung zustimmt. In diesem Fall wird es dann auch in Bundestag und Bundesrat eine Mehrheit geben.
Dem Vermittlungsausschuss steht dabei nach der Rechtsprechung des Bundesverfassungsgerichts kein Initiativrecht zu, er ist selbst also nicht berechtigt, Gesetzesvorschläge zu machen. Das Vermittlungsergebnis muss sich im Rahmen der bereits im vorangegangenen Gesetzgebungsverfahren sichtbar gewordenen Meinungsverschiedenheiten zwischen den beiden Kammern bewegen, maßgeblich sind die in das Gesetzgebungsverfahren im Bundestag eingeführten Anträge und Stellungnahmen der Abgeordneten, des Bundesrates und der Bundesregierung. So überschritt der Vermittlungsausschuss nach Feststellung des BVerfG seine Kompetenzen, als er das Haushaltsbegleitgesetz 2004 im Vermittlungsverfahren veränderte, ohne dass maßgebliche Änderungen des Biersteuergesetzes, des Einkommensteuergesetzes sowie 1999 des Körperschaftsteuergesetzes zuvor ausreichend im Bundestag diskutiert wurden. Inhaltlich ging es um die Subventionskürzungen gemäß den Vorschlägen der Ministerpräsidenten Roland Koch (Hessen, CDU) und Peer Steinbrück (Nordrhein-Westfalen, SPD) (Einarbeitung der sog. Koch/Steinbrück-Liste). Durch spätere gesetzgeberische Bestätigungen bzw. Neuregelungen hatte das Urteil des BVerfG jedoch keine weitere Konsequenz in der Rechtsanwendung.

## Arbeitsweise
Über die Arbeitsweise des Vermittlungsausschusses ist wenig bekannt, da die Verhandlungen strenger Vertraulichkeit unterliegen und die Protokolle der Sitzungen regelmäßig erst nach einer Sperrfrist bis zur jeweils übernächsten Legislaturperiode freigegeben werden. Die Protokolle der Jahre 1995 bis 2017 sind inzwischen öffentlich einsehbar.
In der politikwissenschaftlichen Literatur wird daher überwiegend davon ausgegangen, dass im Vermittlungsausschuss konsensorientiert verhandelt wird und Parteipolitik keine Rolle spiele. Empirische Studien anhand von Daten zum Gesetzgebungsprozess zeigen hingegen, dass die parteipolitische Zusammensetzung des Vermittlungsausschusses die Vermittlungsergebnisse beeinflusst. Ebenfalls lässt sich anhand der Protokolle aus der sozialliberalen Koalition unter Helmut Schmidt zeigen, dass wann immer weder Bundesregierung noch Opposition im Vermittlungsausschuss eine Mehrheit haben, sich die Mitglieder mehr bemühen, für ihre Position eine Mehrheit zu gewinnen oder einen Kompromiss zu finden. Dies legt nahe, dass je nach Mehrheitskonstellation im Ausschuss, sich dieser unterschiedlich um Vermittlung zwischen Positionen bemüht.

## Zusammensetzung der Bundestagsbank im Vermittlungsausschuss
Im Gegensatz zu den 16 Vertretern des Bundesrates – die jeweils ein Bundesland repräsentieren – setzt sich die Bank des Deutschen Bundestages im Vermittlungsausschuss nach dem für die Besetzung der Ausschüsse des Bundestags verbindlichen und in der Geschäftsordnung festgeschriebenen Spiegelbildprinzips zusammen – das heißt, die Stärkeverhältnisse der Fraktionen zueinander (bzw. die Erfolgswerte der Abgeordneten, was einen anderen Bewertungsmaßstab darstellt) müssen so weit wie möglich gleich sein. Nur zur Abbildung des Mehrheitsprinzips kann eine Abweichung vom Gebot der Spiegelbildlichkeit gerechtfertigt sein, solange versucht wird, einen schonenden Ausgleich zwischen diesen beiden Verfassungsprinzipien zu schaffen.
Zum Politikum wurde dieses Thema, als die rot-grüne Bundestagsmehrheit nach der Bundestagswahl 2002 erstmals statt einer Verteilung der Sitze gemäß der Stärke der Fraktionen beschloss, dass die stärkste Fraktion (die SPD) einen zusätzlichen Sitz erhalten sollte. Damit erhielt die SPD 8, die Union 6 Sitze, obwohl beide bei der Wahl jeweils 38,5 % der Stimmen erhalten hatten. Mit Urteil vom 8. Dezember 2004 verlangte das Bundesverfassungsgericht einen neuen Beschluss des Bundestages über das Verfahren zur Sitzverteilung im Vermittlungsausschuss. Zu einer Neuregelung kam es wegen der vorzeitigen Auflösung des Bundestags im Juli 2005 nicht mehr.
In der 17. Wahlperiode (2009–2013) stellte sich das gleiche Problem mit umgekehrten Vorzeichen erneut. Nach dem Ausscheiden von Karl-Theodor zu Guttenberg und Julia Klöckner, für die es wegen Überhanges keine Nachrücker gab, hatte weder die standardmäßige Verteilung nach Sainte-Laguë noch die zur Mehrheitserhaltung ersatzweise verwendete nach D’Hondt eine Mehrheit für die Koalition aus Union und FDP ergeben. Gegenüber der beschlossenen Sitzverteilungsmethode hatte nun die Union einen Sitz zu viel und die Grünen einen zu wenig.
Am 5. Juli 2011 sicherte Peter Altmaier, der damalige Parlamentarische Geschäftsführer der CDU/CSU-Bundestagsfraktion, den Grünen zu, dass bis zu einer endgültigen Regelung ein Mitglied der CDU/CSU-Fraktion im Vermittlungsausschuss nicht mehr an Abstimmungen teilnähme. Am 27. Juni 2012 wählte der Bundestag dann Britta Haßelmann (Bündnis 90/Die Grünen) als Ersatz für den aus dem Vermittlungsausschuss ausscheidenden CDU-Politiker Helmut Brandt. Seither hatte die schwarz-gelbe Koalition auf der Bundestagsbank des Vermittlungsausschusses keine Mehrheit mehr, dafür war die Spiegelbildlichkeit erfüllt.
Bildet der Vermittlungsausschuss Gremien oder Arbeitsgruppen, so müssen diese nicht die Spiegelbildlichkeit erfüllen, urteilte das Bundesverfassungsgericht am 22. September 2015. Die Linkspartei wollte 2011 am Streitthema Hartz IV mitarbeiten, wurde jedoch nicht an der gebildeten Arbeitsgruppe beteiligt. Das Bundesverfassungsgericht beurteilte dies als rechtens, solange sichergestellt ist, dass an der Endabstimmung im Vermittlungsausschuss alle Mitglieder teilnehmen können. Die Arbeit der Gremien und Arbeitsgruppen hat damit nur einen informellen, einen Kompromiss suchenden und keinen Entscheidungen treffenden Charakter. Peter Müller, in seiner Zeit als saarländischer CDU-Ministerpräsident an dem Ausschluss der Linkspartei beteiligt, nahm als Verfassungsrichter an dem Gerichtsverfahren nicht teil.
In der aktuellen 20. Wahlperiode (seit Oktober 2021) wurde die Bundestagsbank des Vermittlungsausschusses wie folgt besetzt: SPD 4, CDU/CSU 4, Grüne 3, FDP 2, AfD 2, Die Linke 1.

## Mitglieder und Vorsitz
- Linke: 1
- SPD: 10
- Grüne: 3
- Union: 14
- AfD: 4

### Mitglieder des Deutschen Bundestages (21. Wahlperiode)
(Quelle: )
| Ordentliche Mitglieder    | Ordentliche Mitglieder | Stellvertretende Mitglieder | Stellvertretende Mitglieder |
| Name                      | Fraktion (Partei)      | Name                        | Fraktion (Partei)           |
| ------------------------- | ---------------------- | --------------------------- | --------------------------- |
| Steffen Bilger            | CDU/CSU (CDU)          | Sepp Müller                 | CDU/CSU (CDU)               |
| Reinhard Brandl           | CDU/CSU (CSU)          | Alexander Hoffmann          | CDU/CSU (CSU)               |
| Catarina dos Santos-Wintz | CDU/CSU (CDU)          | Carsten Linnemann           | CDU/CSU (CDU)               |
| Hendrik Hoppenstedt       | CDU/CSU (CDU)          | Mathias Middelberg          | CDU/CSU (CDU)               |
| Felix Schreiner           | CDU/CSU (CDU)          | Andreas Jung                | CDU/CSU (CDU)               |
| Jens Spahn                | CDU/CSU (CDU)          | Günter Krings               | CDU/CSU (CDU)               |
| Stephan Brandner          | AfD                    | Michael Kaufmann            | AfD                         |
| Michael Espendiller       | AfD                    | Peter Boehringer            | AfD                         |
| Götz Frömming             | AfD                    | Gereon Bollmann             | AfD                         |
| Sebastian Münzenmaier     | AfD                    | Iris Nieland                | AfD                         |
| Dagmar Schmidt            | SPD                    | Wiebke Esdar                | SPD                         |
| Dirk Wiese                | SPD                    | Esra Limbacher              | SPD                         |
| Armand Zorn               | SPD                    | Matthias Miersch            | SPD                         |
| Katharina Dröge           | GRÜNE                  | Andreas Audretsch           | GRÜNE                       |
| Britta Haßelmann          | GRÜNE                  | Irene Mihalic               | GRÜNE                       |
| Christian Görke           | Die Linke              | Dietmar Bartsch             | Die Linke                   |

### Mitglieder des Bundesrates
(Quelle: )
| Land                   | Ordentliche Mitglieder | Ordentliche Mitglieder | Stellvertretende Mitglieder | Stellvertretende Mitglieder |
| Land                   | Name                   | Fraktion (Partei)      | Name                        | Fraktion (Partei)           |
| ---------------------- | ---------------------- | ---------------------- | --------------------------- | --------------------------- |
| Baden-Württemberg      | Winfried Kretschmann   | GRÜNE                  | Thomas Strobl               | CDU                         |
| Bayern                 | Florian Herrmann       | CSU                    | Hubert Aiwanger             | FREIE WÄHLER                |
| Berlin                 | Kai Wegner             | CDU                    | Franziska Giffey            | SPD                         |
| Brandenburg            | Kathrin Schneider      | SPD                    | Benjamin Grimm              | SPD                         |
| Bremen                 | Andreas Bovenschulte   | SPD                    | Björn Fecker                | GRÜNE                       |
| Hamburg                | Peter Tschentscher     | SPD                    | Katharina Fegebank          | GRÜNE                       |
| Hessen                 | Boris Rhein            | CDU                    | Kaweh Mansoori              | SPD                         |
| Mecklenburg-Vorpommern | Manuela Schwesig       | SPD                    | Heiko Geue                  | SPD                         |
| Niedersachsen          | Olaf Lies              | SPD                    | Julia Willie Hamburg        | GRÜNE                       |
| Nordrhein-Westfalen    | Hendrik Wüst           | CDU                    | Mona Neubaur                | GRÜNE                       |
| Rheinland-Pfalz        | Alexander Schweitzer   | SPD                    | Doris Ahnen                 | SPD                         |
| Saarland               | Anke Rehlinger         | SPD                    | Thorsten Bischoff           | SPD                         |
| Sachsen                | Michael Kretschmer     | CDU                    | Petra Köpping               | SPD                         |
| Sachsen-Anhalt         | Reiner Haseloff        | CDU                    | Armin Willingmann           | SPD                         |
| Schleswig-Holstein     | Daniel Günther         | CDU                    | Aminata Touré               | GRÜNE                       |
| Thüringen              | Mario Voigt            | CDU                    | N.N.                        |                             |

### Vorsitzende
Der Vermittlungsausschuss wählt je ein Bundestages- und Bundesratsmitglied zu seinen Vorsitzenden. Der Vorsitz wechselt vierteljährlich zwischen den beiden, die sich auch und einander vertreten.
In seiner konstituierenden Sitzung am 23. November 2022 wurden für den Bundesrat Manuela Schwesig und für den Deutschen Bundestag Hendrik Hoppenstedt gewählt.

## Kritik
Kritiker werfen der Einrichtung des Vermittlungsausschusses vor, in intransparenter, für den Bürger nicht nachvollziehbarer Weise Länder-, Bundes- und parteipolitische Interessen zu vermengen. Wenn der Bürger politische Verantwortlichkeiten jedoch nicht mehr nachvollziehen könne, so die Kritiker, könne er bei der Wahl auch keine kompetenten Entscheidungen treffen. Dem Vermittlungsausschuss wird weiterhin häufig vorgeworfen, er führe zu unzureichenden, „faulen“ Kompromissen und „Reförmchen“, wo klare Entscheidungen und deutliche Politikwechsel gefragt seien. Letztlich hinterfragen solche Kritiken den Zustand des deutschen Föderalismus, das Ausufern der zustimmungsbedürftigen Gesetze und Mischzuständigkeiten zwischen Bund und Ländern. Daher hätten die Rolle und Struktur des Vermittlungsausschusses auch eine wichtige Rolle in der Reformdebatte innerhalb der Föderalismuskommission gespielt. In den dort zuletzt diskutierten Vorschlägen wurde allerdings eine Lösung nicht über eine Reform des Vermittlungsausschusses selbst, sondern über eine Eindämmung der Zustimmungsbedürftigkeit von Gesetzen versucht.